# Jan Vala
Jan Vala (* 14. září 1943, Havlíčkův Brod) je český herec a moderátor.

## Život
Po maturitě na liberecké průmyslové škole, na které studoval v letech 1957–1961 obor Výroba a rozvod elektrické energie, nastoupil na DAMU.

## Divadlo
Po absolvování DAMU působil v Divadle F. X. Šaldy a nastoupil do vznikajícího Studia Ypsilon. V letech 1974–1976 uváděl společně s Jiřím Wimmerem pořady hudební skupiny Plavci a působil v pražském divadle Ateliér. 

## Televize
Na obrazovku Československé televize se poprvé dostal v televizním publicistickém pořadu Mladýma očima, pak uváděl společně s Otou Štajfem a Valerií Chmelovou populární Televizní klub mladých, zároveň s tím konferoval různá pódiová vystoupení: hudební festival Bratislavská lyra, výsledky ankety Zlatý Slavík nebo televizní pořad Manželský pětiboj.
Jeho televizní kariéra skončila v roce 1984, kdy jej z Československé televize vyhodili a zakázali mu vystupovat. Stal se tedy montérem ocelových konstrukcí v JZD Rozvoj Posázaví v Jílovém u Prahy, pak dělal interní zábavné pořady pro JZD Slušovice. Do televize se vrátil až roku 1989, kdy uváděl tehdejší silvestrovský blok. Dále moderoval soutěžní pořad Co je to a svůj vlastní publicistický seriál Putování za vínem.

## Rozhlas
- 1968 František Langer: Kruh. Dramatizace detektivky, Československý rozhlas Praha, role: student, režie: Miroslava Valová

V roce 2001 nastoupil jako tiskový mluvčí společnosti Bestsport, stavějící Sazka Arenu.
V posledních letech žije v Šatově na Znojemsku, kde oslavil své osmdesátiny.